# Jörg Freimuth
Jörg Freimuth (* 10. září 1961, Rathenow) je bývalý východoněmecký sportovec, jehož specializací byla atletická disciplína skok do výšky.
V roce 1980 reprezentoval na letních olympijských hrách v Moskvě, kde získal bronzovou medaili. V soutěži překonal napodruhé 231 cm, stejně jako Polák Jacek Wszoła. Ten však měl lepší technický zápis na předchozích výškách a bral stříbro. O rok později skončil na halovém mistrovství Evropy v Grenoble sedmý, když skočil 219 cm. Atletickou kariéru ukončil předčasně v roce 1982. Později pracoval jako elektrikář.
Jeho bratr Uwe Freimuth se věnoval atletickému víceboji. Osobní rekord, který si vytvořil v roce 1984 v Potsdamu má hodnotu 8 792 bodů.